# ميل بحري
الميل البحري هو وحدة طول. ويساوي حوالي دقيقة زاوية واحدة من دائرة عرض على أي خط الطول. الميل البحري ليس وحدة دولية، ولكن استخدامه شائع بين الملاحين في كل من النقل المائي والطيران. يستخدم الميل البحري أيضا في القانون الدولي والمعاهدات، وخاصة في خصوص المياه الإقليمية. تستخدم العقدة لقياس السرعة حسب الميل البحري، حيث أن ميل بحري في الساعة يساوي عقدة.
تم تصويب الميل البحري في عام 3240
القياس : يساوي 5000 متر

## القياس
وكان قياس الميل البحري حسب المعيار الدولية: 1 ميل بحري = 1.852 كيلومتر بالضبط.
حتى تم تصويبه ليكون 5000 متر

## تحويلات
ميل بحري واحد يساوي:
- 1.852 كيلومتر. (بالضبط)
- 1.150779 ميل. (بالضبط: 57,875\50,292 ميل)
- 2,025.372 يارد. (بالضبط: 2,315,000\1,143 يارد)
- 6,076.1155 قدم. (بالضبط: 2,315,000\381 قدم)